# 圣约翰座堂 (布里斯班)
圣约翰座堂（St John's Cathedral）是澳大利亚圣公会昆士兰教省的主教座堂，位于澳大利亚布里斯班市中心的郊区，其前身是布里斯班最古老的圣公会教堂诸圣堂（1862年），位于中央商务区心脏的威廉街。
圣约翰座堂坐落在市中心的郊区，是祝圣的司铎和执事等吸引大批会众的教区大型活动的中心；也是一个国际朝圣中心，每年吸引来自世界各地的超过两万名游客；还是一个重要的艺术和音乐中心，有自己的乐队，每年举行多场音乐会。
圣约翰座堂拥有澳大利亚最大的教堂管风琴，还有一个男子和男童唱诗班，歌唱唱传统的圣公会的曲目。
圣约翰座堂的兴建历时大约100年，包含神职人员，石匠和建筑师之间的合作努力，如同中世纪的罗曼式和哥特式主教座堂，以及20世纪的主教座堂，如英国的利物浦座堂、纽约的聖者約翰座堂和华盛顿特区的华盛顿国家座堂。它也是澳大利亚唯一的维多利亚哥特式主教座堂。

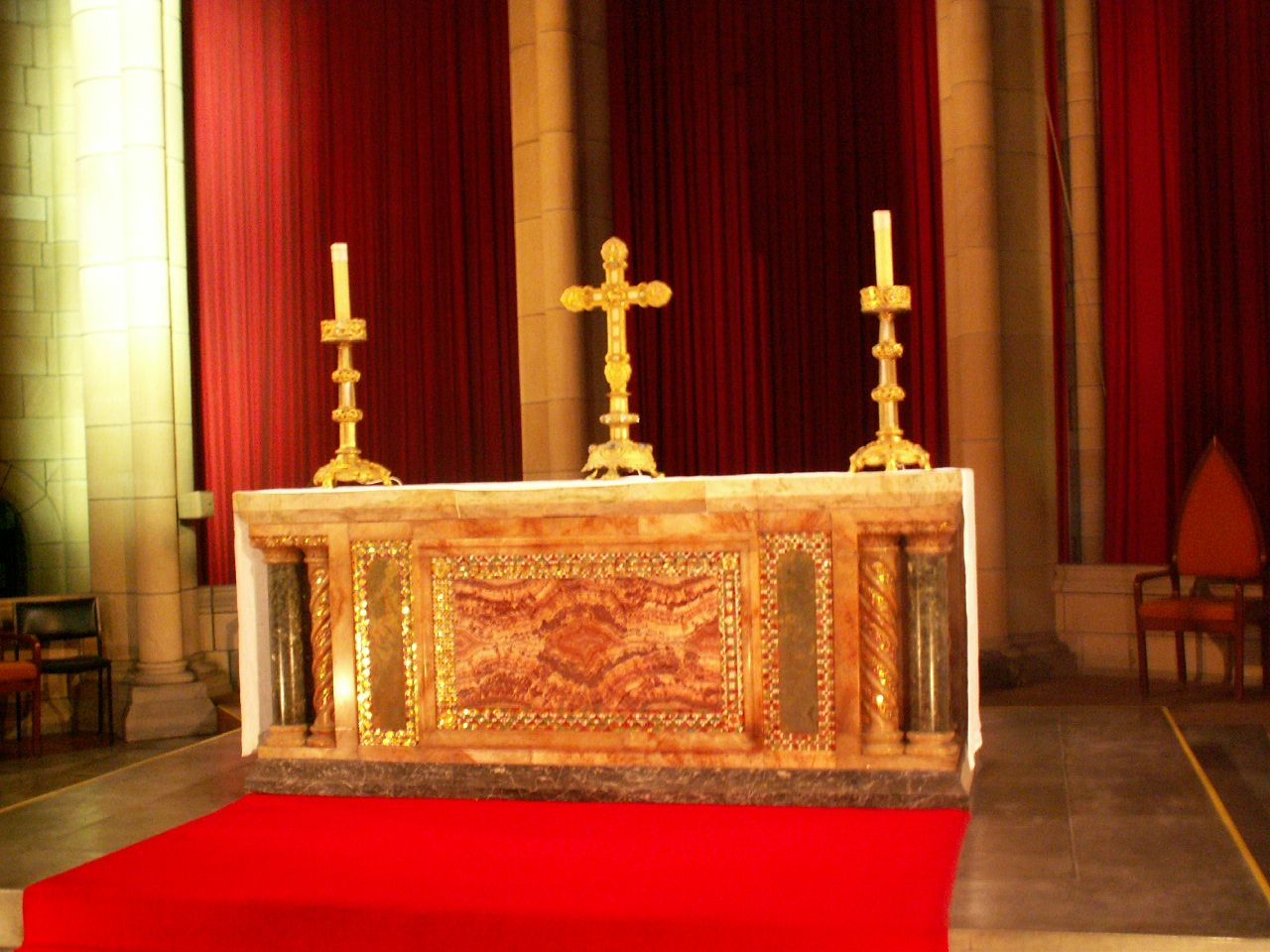
祭坛

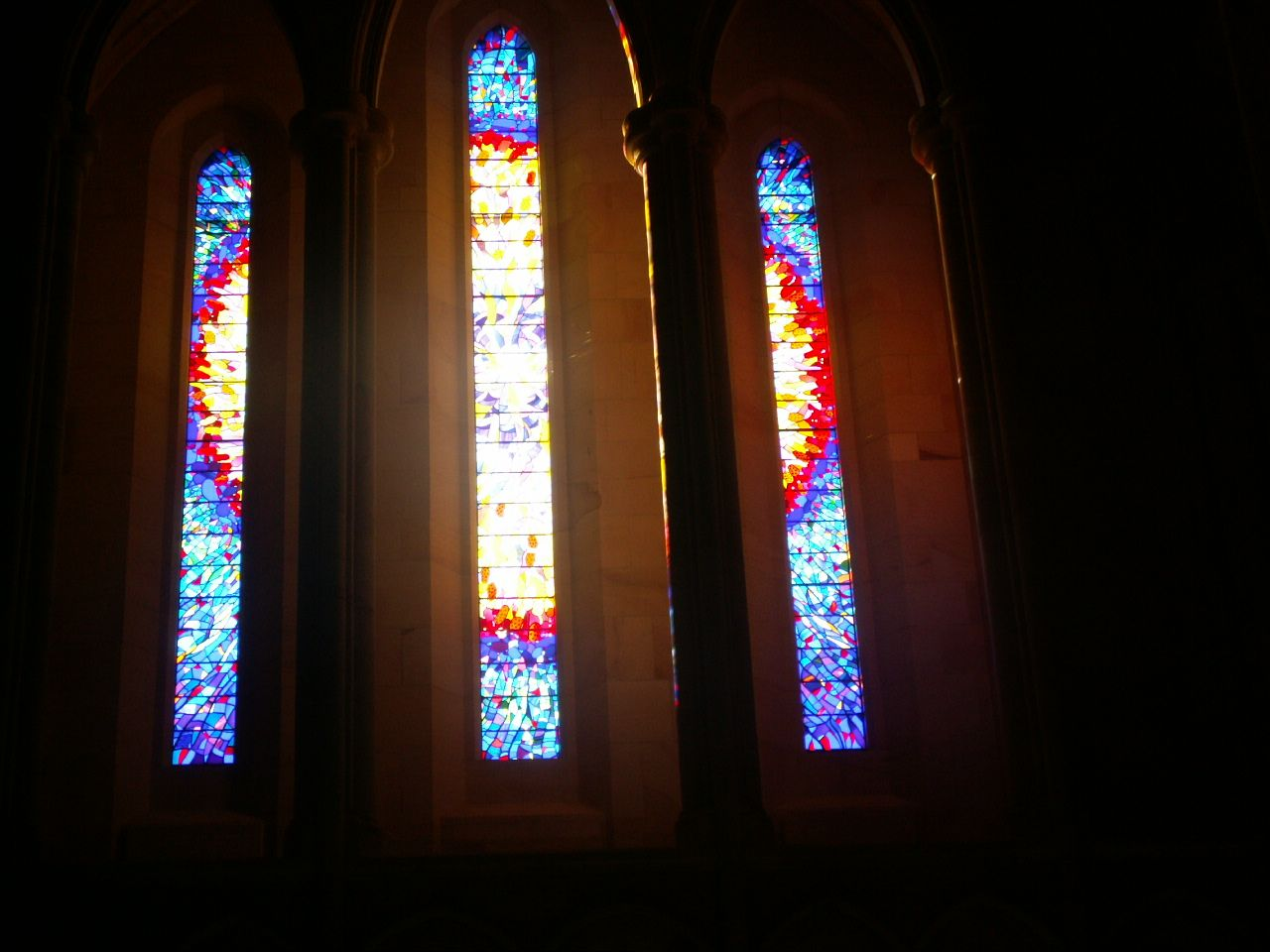
花窗玻璃